# Звенислава Борисовна
Звенисла́ва Бори́совна (или Звенисла́ва Рогволо́довна, в иночестве Евпра́ксия, после 1110 / до 1127 — после 1173) — единственная дочь Бориса (Рогволода) Всеславича, полоцкого князя), просветительница. О ней сохранились довольно скудные биографические сведения.

## Биография
Звенислава была на несколько лет младше своих двоюродных сестер — Евфросинии Полоцкой и Гордиславы. После смерти отца в 1128 году была сослана вместе с княжеской семьёй в Византию. Вернувшись, под влиянием Евфросии приняла постриг в Полоцком Спасском монастыре под именем Евпраксии, где жила под её опекой. В житии св. Ефросинии этот эпизод описан так:
Бяше же во граде княжна Борисовна именем Звенислава. И принесе всю свою утварь златую и ризы многоценны ко Еуфросинии, и рече ей: "Госпоже и сестро! Вся красная мира сего ни во чтоже ми ся мнит. Сия вся даю святому Спасу, а сама хощу поклонити главу свою поидо иго Христово". Она же прият ю с радостию, и повеле иереви пострищи ю, и нарече имя ей Еупраксия. И тако начаста пребывати в манастыри в едину мысль в молитвах, яже к Богу.
Со временем стала помощницей игуменьи Евфросинии. Предполагают, что Евпраксия непосредственно управляла работой сестер-монахинь по переписыванию книг и вела занятия в школе для дочерей полочан.
Позже Евпраксия около 1169 году вместе с Ефросиньей и её братом Давыдом Святославичем отправилась в паломничество в Иерусалим, где Евфросиния скончалась у неё на руках в 1173 году. Она взяла на себя заботы, связанные с похоронами. Согласно предсмертной просьбе Евфросинии, Евпраксия вернула на родину её крест, в который по благословению Иерусалимского Патриарха были инкрустированы частицы Пречистой Крови и Животворящего Креста Христова, камень от Гроба Богородицы, частицы святых мощей первомученика Стефана, великомучеников Димитрия Солунского и целителя Пантелеимона.
Вероятно, Евпраксия является автором «Жития Евфросинии Полоцкой», памятника агиографии XII века. Жизнеописание своей духовной наставницы она, вероятно, начала вскоре после похорон. В «Житии Евфросинии Полоцкой» много места отводится изложению наставлений игуменьи сестрам, приводятся дословно её мольбы, возносится хвала духовным подвигом. Из произведения следует, что писала его женщина-монахиня. В той части произведения, касающийся иерусалимского паломничества, перечисляется множество фактов, т.е. автор «Жития ...» был вместе с Ефросиньей.
Часто в биографических справочниках датой смерти Евпраксии указывается 1202 год, однако в действительности летописное сообщение под 1202 годом относится к другому лицу, а дата смерти Евпраксии точно неизвестна.
По некоторым данным, Евпраксия была канонизирована православной церковью, память её отмечается 24 мая.